# 이세진 (배우)
이세진(李洗賑, 1996년 4월 3일 ~ )은 대한민국의 남자 배우이다.
또한 그는 마리몽이라는 본인의 인형을 창작하여 큰 인기를 끌고있다. 

## 학력
- 서해중학교
- 경기예술고등학교
- 서울예술대학교 연극과 무대의상 전공

## 출연 작품

### 웹 드라마
- 《옐로우》 (2017) - 박동우 역
- 《연애포차》 (2018) - 이진 역
- 《통통한 연애》 (2018) - 연주혁 역
- 《그날의 커피》 (2018) - 현진 역
- 《좋아하면 울리는》 (2018) - 반 친구 역
- 《오빠가 대신 연애 해 줄게》 (2020) - 최강찬 역
- 《미스터 하트》 (2020) - 상하 역
- 《삼백살, 20학번》 (2020) - 허창 역
- 《류선비의 혼례식》 (2021) - 최기완 역
- 《비정규직 열여덟》 (2021) - 구형준 역
- 《소년비행》 (2022) - 김국희 역

### 드라마
- 《반의 반》 (2020) - 어린 인욱 역
- 《우당탕탕 패밀리》 (2023) - 정욱 역

### 영화
- 《물의 온도》 (2011, 단편) - 상호 역
- 《진태이야기》 (2013, 단편) - 진태 역
- 《우리 엄마》 (2015, 단편) - 재하 역

### 뮤직비디오
- 〈걷고, 걷고〉 (2013, 들국화)
- 〈별이 안은 바다〉 (2017, 신지훈)
- 〈사람 없인 사람으로 못살아요〉 (2017, 문문)
- 〈Marry Me〉 (2018, 216 project)
- 〈같은 말〉 (2018, 바닐라 어쿠스틱)
- 〈해뜨는 방향〉 (2018, 왁스)
- 〈Fuxxxxx crazy〉 (2021, 박원)

### 텔레비전 프로그램
- 《PRODUCE X 101》 (2019) - 참가자

## 수상 및 후보
- 2015년 제4회 경찰인권 영화제 연기상